# Monte Pancali
Monte Pancali con i suoi 487 m è il primo rilievo della parte nord del massiccio dei Monti Iblei. Sovrasta le città di Carlentini e Lentini e si configura come una terrazza panoramica sulla piana di Catania. 
Dalla cima si vedono il mar Ionio a levante, L'Etna ed il Biviere a settentrione ed una serie di città quali Francofonte, Militello, Scordia oltre che Carlentini e Lentini. 
Dalle carte geologiche viene dimostrato che il monte è prevalentemente calcareo con presenza di tufiti ed in parte basalti della formazione Carlentini. Morfologicamente si presenta come un grande altopiano.